# Wallace Hartley
Wallace Hartley   (Colne, 2 de juny de 1878 - Oceà Atlàntic Nord, 15 d'abril de 1912) fou un violinista, director de la Orquestra del RMS Titanic en el seu viatge inaugural (i únic). En Wallace fou famós per haver dirigit el grup musical mentre el vaixell s'enfonsava, el 15 d'abril de 1912.
En tant que director del grup musical del Titanic, Wallace forma part d'una de les llegendes més famoses del naufragi. La seva banda de música, mentre s'enfonsava, es va col·locar al saló de primera classe per mirar que els passatgers no perdessin l'esperança. Més tard van continuar tocant a la part de popa de la coberta del Titanic. No van deixar de tocar fins i tot quan ja sabien del cert que el vaixell s'enfonsaria.

## Després de la mort
Cap membres de la banda va sobreviure al naufragi; i des de llavors hi ha hagut molta especulació sobre quin fou el darrer tema que van interpretar. Alguns testimonis diuen que la darrera cançó fou "Nearer, my God, to Thee" (Més a Prop, Oh Déu meu, de Tu). D'altra banda, hi ha tres versions d'aquesta cançó i no es podria pas confirmar exactament quina d'elles era el que interpretaren.
El cos d'en Hartley fou un dels recuperats que es pogué identificar. Al seu funeral (a Anglaterra) van assistir-hi milers de persones. Tot i ser considerat un heroi al seu país, la naviera White Star Line va cobrar a la seva família el cost de la pèrdua del seu uniforme.